# Cerklje na Gorenjskem

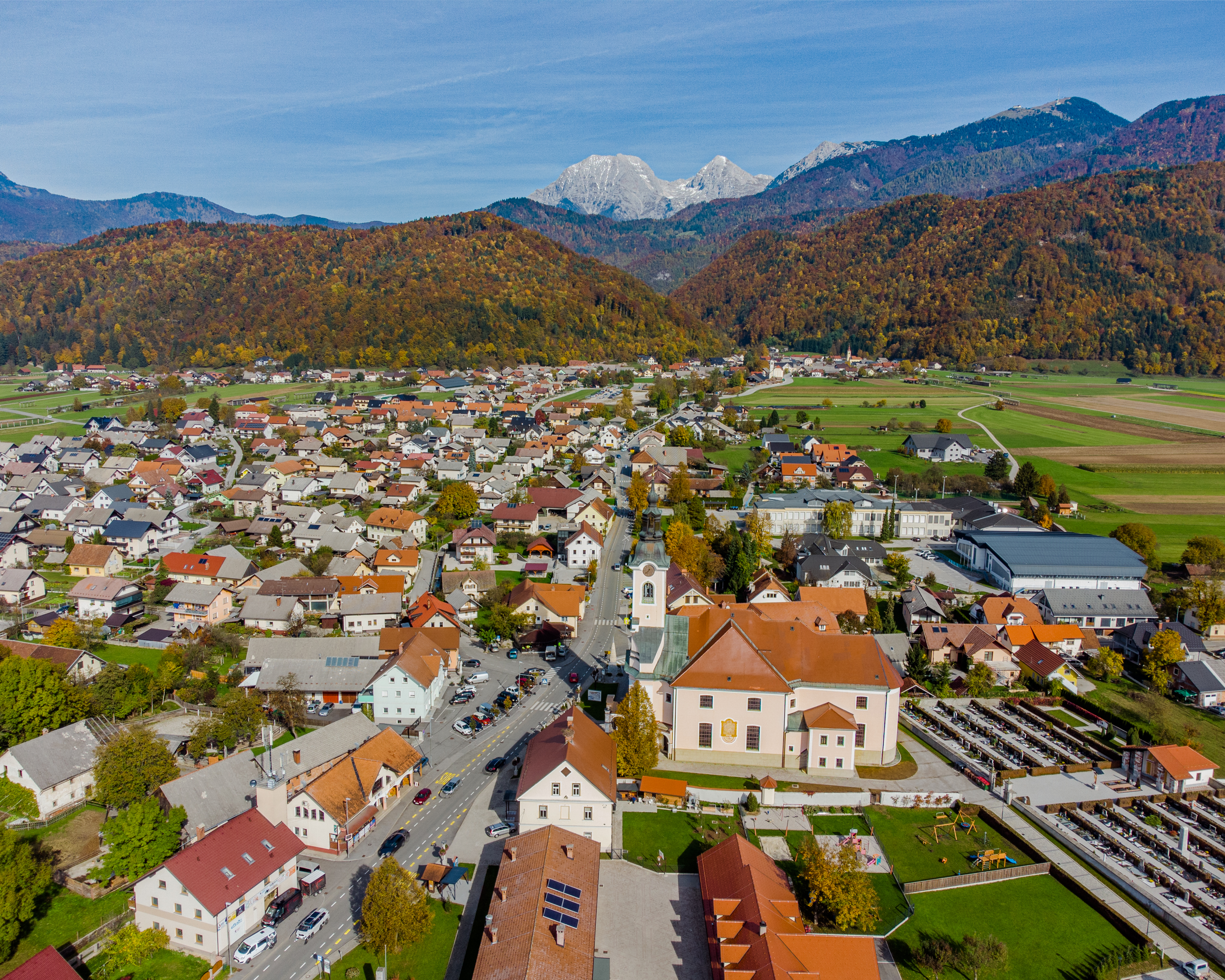
Cerklje na Gorenjskem

Cerklje na Gorenjskem (deutsch: Zirklach in der Oberkrain) ist der Hauptort der Gemeinde Cerklje na Gorenjskem in der Region Gorenjska in Slowenien. Die Gemeinde liegt im Übergang des Kranjsko polje zum Bergland der Kamniške Alpe und dem Hügelland Tunjice im Osten. Sie besteht aus 30 Ortschaften und Siedlungen

## Geschichte
Cerklje na Gorenjskem wurde in historischen Quellen 1147 als Sancta Maria (und 1239 als Ecclesia sancte Marie in Cirkelach und 1271 in Zirchlach) erwähnt. Der Name Cerklje leitet sich vom Pluraldemonym *Cerkъvľane (< *cerьky „Kirche“) ab und bedeutet „Menschen, die auf dem Territorium der Kirche leben“ oder „Bewohner des Dorfes mit der Kirche“. Die Siedlung war auf Slowenisch auch als Trnovlje bekannt (urkundlich erwähnt in Tirnovlach im Jahr 1239), aufgrund der Kirche, die Unserer Lieben Frau vom Dorn geweiht war (Slowenisch: Marija v Trnju).
Der Name der Siedlung wurde 1952 von Cerklje in Cerklje na Gorenjskem geändert. Früher war der deutsche Name Zirklach.

## Sehenswürdigkeiten
- Schloss Strmol mit Schlosspark[8][9]
- Kirche Maria Himmelfahrt in Cerklje und zahlreiche weitere Kirchen auf dem Gemeindegebiet[10]
- Villa Hribar, Sommerresidenz des Ljubljaner Bürgermeisters Ivan Hribar aus dem 19. Jahrhundert[11]
- Geburtshaus von Ignacij Borštnik (1858 bis 1919), Schauspieler, Regisseur und Autor[12]
- Gedenkpark bedeutender Persönlichkeiten[13]